# 黃智雯
黃智雯（英語：Mandy Wong Chi Man，1982年12月21日—），香港女演員及主持，曾入圍《2007年度香港小姐競選》最後五強，前無綫電視經理人合約女藝員，現為凱藝娛樂旗下藝人。她於2018年憑劇集《三個女人一個「因」》「方以因」一角獲得《萬千星輝頒獎典禮2018》「馬來西亞最喜愛TVB女主角」及「新加坡最喜愛TVB女主角」，以及《觀眾在民間電視大奬》「民選最佳女主角」及《香港電視大獎》「女主角獎（劇集）」。

## 個人經歷

### 早年生活
黃智雯於新蒲崗長大，童年時因父母離異而與母親、姊姊及外婆生活，曾就讀聖公會基德小學和文理書院（九龍）。2002年於香港演藝學院取得舞蹈文憑，主修音樂劇舞；畢業後曾於國泰航空任職空中服務員三年。她於2005年重返香港演藝學院，於2007年取得戲劇文憑。同年參加《2007年度香港小姐競選》，並入圍最後五強。
另外，黃智雯的姊姊Cathy Wong為英皇教育前補習導師，現時與丈夫經營英語教育中心（UP to U Education）；母親於灣仔大有廣場經營化妝品店（Promising Cosmetics / 欣彤化粧品公司）。

### 演藝發展

#### 2008年至2011年：入行初期
2008年，黃智雯獲安排入讀第22期無綫電視藝員訓練班，入行初期曾擔任《東張西望》以及其他資訊節目的外景主持。其後開始展開其演藝生涯，初期大多在劇集中飾演記者、鄰居、秘書等跑龍套角色。2009年，她在潘嘉德監製的無綫電視劇集《巴不得爸爸...》飾演女主角胡杏兒的妹妹「蘇鳳蓮」而開始為人熟悉。自此之後，她成為監製潘嘉德的常用演員。2010年，她在無綫電視時裝劇《搜下留情》飾演女主角陳慧珊膽小怕事的妹妹「鄭笑雯（鵪鶉妹）」。她在劇中再度以「眼鏡妹」造型亮相，被封為「宅男女神」。同年，黃智雯與無綫電視簽約，正式成為無綫經理人合約女藝員。2011年，她參演無綫電視劇集《居家兵團》、《怒火街頭》、《潛行狙擊》及《不速之約》，並在《萬千星輝頒獎典禮2011》首度入圍「飛躍進步女藝員」。

#### 2012年至2017年：奪得女飛躍及人氣急升
2012年，黃智雯在無綫電視時裝家庭劇《缺宅男女》中飾演巴辣人妻「婁笑蘭（關二嫂）」。她其後在無綫電視時裝醫療劇《On Call 36小時》飾演見習醫生「洪美雪」，並在無綫電視時裝警匪劇《飛虎》飾演倔強飛虎「蘇文強」。之後她在無綫電視劇集《巴不得媽媽...》連同前輩黃淑儀及汪明荃合作，飾演「夔懿曦（泥水妹）」一角。黃智雯憑《缺宅男女》在《MY AOD我的最愛頒獎典禮2012》獲頒「我的最愛最具潛質女藝人」獎，同年在《萬千星輝頒獎典禮2012》首度入圍「最佳女配角」最後兩強，並奪得「飛躍進步女藝員」獎。
2013年，無綫電視時裝警匪劇《女警愛作戰》在香港地區首播。黃智雯在劇中飾演外冷內熱的衝鋒隊督察「司徒驕（Madam Kiu）」。之後，她在無綫電視穿越劇《情逆三世緣》中飾演女主角關詠荷的妹妹「田秋雁」，是其首次演繹反派角色。同年，黃智雯在無綫電視台慶劇《On Call 36小時II》再度飾演神經外科醫生「洪美雪」，並憑此角在《TVB 馬來西亞星光薈萃頒獎典禮2013》獲得「最喜愛TVB電視角色」獎。
2014年，黃智雯在無綫電視台慶劇《飛虎II》再度飾演女飛虎「蘇文強」，並憑此劇在《萬千星輝頒獎典禮2014》首度入圍「最受歡迎電視女角色」。
2015年，黃智雯在無綫電視時裝劇《師奶MADAM》中飾演「熊丹丹（Angel）」一角。同年，她在無綫電視時裝懸疑劇《拆局專家》中首度擔任女主角，飾演冷酷的「雷蕾」。她憑此角在《TVB 馬來西亞星光薈萃頒獎典禮2015》再度獲得「最喜愛TVB電視角色」獎，並在《萬千星輝頒獎典禮2015》首度入圍「最佳女主角」。她其後在無綫電視台慶劇《張保仔》中飾演青樓名妓「朱淑君」，這是其首次出演古裝劇。
2016年，黃智雯在無綫電視時裝溫情劇《超能老豆》中飾演「諸麗花（花老師）」一角。她其後在無綫電視時裝法律劇《律政強人》中飾演亦正亦邪的律師「方寧（Martha）」，與前輩方中信及廖啟智合作，並憑此角在《TVB 馬來西亞星光薈萃頒獎典禮2016》三度獲得「最喜愛TVB電視角色」獎，並首度入圍「最喜愛TVB女主角」最後五強。她亦憑此角在《星和無綫電視大獎2016》獲得「我最愛TVB女角色」獎。同年，她在無綫電視民初劇《流氓皇帝》中飾演「吳多茹」一角。
2017年，黃智雯主演的無綫電視時裝劇《雜警奇兵》被放在星期日黃金時段播放，她在劇中飾演「龍麗莎（Laser姐）」一角。她憑此角在《星和無綫電視大獎2017》二度獲得「我最愛TVB電視女角色」獎。同年，黃智雯在無綫電視台慶劇《降魔的》一人分飾兩角，分別飾演溫柔熱血的急症室醫生「莊芷若」及由千年黑色鼠尾草化身的「魔（Salvia）」。她憑此角在《萬千星輝頒獎典禮2017》首度入圍「最受歡迎電視女角色」最後五強，以及在《觀眾在民間電視大奬2017》「民選最佳女主角」得票第二名。

#### 2018年至今：奪得星馬雙料視，演技獲肯定
2018年，黃智雯主演的無綫電視時裝心理喜劇《三個女人一個「因」》繼《雜警奇兵》後再次被放在星期日黃金時段播放，使她被封為「星期日女王」。她在劇中飾演患有三重人格的大律師「方以因（Evie）」，並同時分飾狂野奔放的次人格「菠蘿椰奶（Pina Colada）」及膽小悲觀的第三人格「愁擘擘」。黃智雯在劇集開拍半年前便開始進行資料搜集，並觀看大量與多重人格有關的影視作品及書藉，為劇中角色做準備。在該劇播出後，她獲不少網民支持其奪得視后。同時，該劇在內地平台豆瓣更獲得8.5分的高分。在該劇播畢後，無綫電視應觀眾熱烈要求，破例於myTV SUPER上載20集足本版劇集。同年8月，黃智雯獲邀在第十七屆美國華裔小姐競選總決賽擔任特別嘉賓，主辦單位於美國紐約時代廣場俗稱「世界第一屏」的納斯特克展示屏刊登廣告，令她成為首名登上此廣告屏的TVB藝人。她在《萬千星輝賀台慶2018》奪得「馬來西亞最喜愛TVB女主角」及「新加坡最喜愛TVB女主角」兩個獎項，與袁偉豪一同成爲星馬雙料視帝視后。
|                                            | 我到今天仍然深信，努力未必有回報，但只要肯努力，一定會有人看到。 |
| ——黃智雯於《萬千星輝賀台慶2018》的得獎感言 |                                                                  |

另外，黃智雯在視評人方以文舉辦的《觀眾在民間電視大奬》獲得「民選最佳女主角」獎，以及在視評人游大東舉辦的《香港電視大獎》獲得「女主角獎（劇集）」，成為由觀眾及網民投票選出的雙料民選視后。她亦憑《三個女人一個「因」》在《萬千星輝頒獎典禮2018》再度入圍「最佳女主角」及「最受歡迎電視女角色」，在兩個界別均入圍最後五強。
2019年，黃智雯首度獨自主持真人秀節目《一個因去跳舞》，她在節目中由零開始學習成為韓國女團成員，拍攝期間更因訓練密集、欠缺休息而病倒，需要入院打針。同年，她在無綫電視時裝喜劇《街坊財爺》中飾演幫忙解決貴利問題的熱心社工「朱瑪莉（Mary）」，與前輩鄭則仕、苑瓊丹及邵美琪合作演出。
2020年，黃智雯在無綫電視時裝懸疑劇《十八年後的終極告白》中飾演重案組督察「阮麗瑾（Madam Yuen）」。該劇氣氛沉重，加上其角色經歷悲慘變故，使她在拍畢後花了近半年時間抽離情緒。她其後在無綫電視時裝奇幻喜劇《降魔的2.0》再度飾演溫婉善良的醫生「莊芷若」，當中芷若借出肉身予鬼魂啤啤跟馬季約會的被上身戲獲網民讚賞。而《十八年後的終極告白》及《降魔的2.0》有兩星期皆於翡翠台兩個黃金時段緊接播出，是她首次有主演劇集同期疊播。黃智雯憑《降魔的2.0》「莊芷若」一角在《01娛樂民選港劇大獎》獲得「最佳女主角」獎。同年，她在無綫電視台慶劇《使徒行者3》中飾演患有學者症候群及亞氏保加症的刑事情報科總督察「章紀孜（Madam G）」，演技被讚有深度。她憑此劇在《萬千星輝頒獎典禮2020》入圍「最佳女主角」及「馬來西亞最喜愛TVB女主角」兩大獎項的最後五強。
2021年，黃智雯在無綫電視時裝懸疑劇《刑偵日記》飾演爆炸品處理課 Number One 拆彈員「游雁星（Madam 星）」，與前輩惠英紅、姜皓文合作。為配合角色需要，她在劇集開拍前四至五個月便開始健身，在拍攝拆彈及爆破戲份時更需穿上逾八十磅重的仿真防爆衣及戴上逾二十磅重的頭盔。同年，黃智雯在以海關為主題的無綫電視劇集《把關者們》飾演海關總貿易管制主任「關佩欣（Yan）」，再度與袁偉豪合作，兩人於劇中首次飾演夫妻。另外，她在劇中經歷小產的演技再次受到網民讚賞。她憑《把關者們》在《萬千星輝頒獎典禮2021》再度入圍「最佳女主角」最後五強。
2023年，黃智雯在邵氏兄弟劇集《廉政狙擊》飾演廟街歌手「方家晴」。同年，黃智雯主演無綫電視劇集《隱門》，飾演「張心月（Luna）」一角。她在訪問中表示此角為其從影以來最沉鬱及難以抽離的角色，並為準備角色而報讀短期心理學課程。其表現獲前輩吳岱融及監製王心慰讚賞，演技亦受到讚賞。
2023年12月，黃智雯於社交媒體上宣佈離開無綫電視，結束雙方16年的賓主關係。
2024年，黃智雯在無綫電視的告別作《再見·枕邊人》播出，她在劇中飾演「顧晴天」一角。同年，她於自己的YouTube頻道播出半真人Show企劃，內容以追夢、勇氣及情緒宣洩等為題，她期望透過企劃宣揚正能量。 另外，睽違11年黃智雯再度參與電影拍攝，客串電影《誤判》。電影監製甄子丹透露，由於他認為智雯各方面條件十分適合片中辯護律師一角，因而邀請她加入拍攝。

#### 舞台劇演出
2020年1月，黃智雯首次演出舞台劇《今晚打老虎》（共6場），飾演才女「王秀英」。
2021年5月，黃智雯再度演出舞台劇，在由劇場導演鄧樹榮執導、由法國當代輕喜劇改編的舞台劇《超自然之戀》（共4場）中飾演美女機械人「Chloé」。她在舞台劇挑戰跳西班牙舞及劍擊。其演出被紐約戲劇新聞網站 BroadwayWorld 撰文報導及讚賞，更憑此劇在《第三十屆香港舞台劇獎》首度獲提名「最佳女主角（喜劇／鬧劇）」。
2023年6月，黃智雯第三度演出舞台劇，並再度與鄧樹榮導演合作，在《薄伽梵歌》擔任「說書人」。

### 多次合作的演員
袁偉豪
黃智雯與袁偉豪同樣於2007年加入無綫電視。兩人曾合作十五次，合作劇集包括《桌球天王》、《搜下留情》、《On Call 36小時》系列、《飛虎》系列、《好心作怪》、《情逆三世緣》、《拆局專家》、《流氓皇帝》、《三個女人一個「因」》、《使徒行者3》、《刑偵日記》、《把關者們》，以及舞台劇《今晚打老虎》，並於《On Call 36小時》系列、《三個女人一個「因」》、《今晚打老虎》及《把關者們》飾演情侶。兩人由配角合作到主角，於《萬千星輝頒獎典禮2018》一同獲得「馬來西亞最喜愛TVB男女主角」及「新加坡最喜愛TVB男女主角」。
梁競徽
黃智雯與梁競徽曾合作十次，合作剧集包括《東山飄雨西關晴》、《學警狙擊》、《老婆大人II》、《缺宅男女》、《飛虎》系列、《法網狙擊》、《女警愛作戰》、《飛虎之潛行極戰》及《使徒行者3》，並於《缺宅男女》飾演夫妻。兩人於《萬千星輝頒獎典禮2012》一同獲得「飛躍進步男女藝員」獎。
羅子溢
黃智雯於入行初期經常與羅子溢合作。兩人曾合作七次，合作劇集包括《搜下留情》、《On Call 36小時》系列、《缺宅男女》、《飛虎》系列及《巴不得媽媽...》，並於《搜下留情》、《飛虎》系列及《巴不得媽媽...》飾演情侶。
馬國明
黃智雯與馬國明曾合作七次，合作剧集包括《On Call 36小時》系列、《飛虎》、《流氓皇帝》、《降魔的》系列及《使徒行者3》，並於《使徒行者3》飾演情侶。

### 多次合作的監製

#### 潘嘉德
黃智雯自2009年被監製潘嘉德賞識，參演《巴不得爸爸》後就成為其御用演員。兩人曾合作十一次，合作劇集包括《巴不得...》系列、《搜下留情》、《不速之約》、《On Call 36小時》系列、《拆局專家》、《超能老豆》、《流氓皇帝》及《三個女人一個「因」》。監製潘嘉德稱讚黃智雯勤力肯拼搏，從未令他失望。2020年1月，黃智雯首度演出舞台劇，便是由潘嘉德執導的《今晚打老虎》。

### 開設時裝網店
2023年3月中，黃智雯與家人合資開設網店「MAJOR C」，主要售賣日韓時裝。

## 圈中好友
黃智雯加入無綫電視後人緣甚廣，其好友包括胡杏兒、胡定欣、胡蓓蔚、姚子羚、李施嬅、趙希洛、袁偉豪、馬國明、陳山聰、羅子溢、謝東閔、胡鴻鈞、何遠東、黎諾懿、李佳芯、譚俊彥、鄭融、王敏奕、陳自瑤、阮浩棕等。她與胡杏兒、胡定欣、胡蓓蔚、姚子羚及李施嬅組成姊妹團「胡說八道會」，亦因熱愛長跑運動而與袁偉豪、陳山聰、謝東閔、胡諾言、胡定欣、胡蓓蔚、姚子羚及李施嬅一同組成「Crazy Runner」。此外，她因拍攝劇集《降魔的》而與胡鴻鈞及何遠東結緣，並組成「降魔的偷跳小隊」。她更稱趙希洛為「靈魂姊妹」（soul sisters）。

## 感情生活
黃智雯是少數甚少在娛樂圈傳出緋聞的女藝人。其丈夫為圈外人詹文天（Anthony），二人從2012年開始交往，並於2023年年初在紐西蘭旅行結婚。二人完成所有結婚儀式後，黃智雯於同年10月5日在社交媒體宣佈已婚。

## 演出作品

### 電視劇
| 首播     | 劇名               | 角色                                            |
| 無綫電視 |                    |                                                 |
| 2008年   | 同事三分親         | 女住戶                                          |
| 2008年   | 甜言蜜語           | 琴師                                            |
| 2008年   | 溏心風暴之家好月圓 | 陳杜丹（Donna）                                 |
| 2008年   | 東山飄雨西關晴     | 莊婌媛                                          |
| 2008年   | 畢打自己人         | 馬慧丹（Mandy）                                 |
| 2008年   | Click入黃金屋      | Bennie                                          |
| 2009年   | 學警狙擊           | 張樹珊                                          |
| 2009年   | 桌球天王           | Amy                                             |
| 2009年   | 老婆大人II         | 伍凱彤                                          |
| 2009年   | 蔡鍔與小鳳仙       | 吳賞梅                                          |
| 2009年   | 巴不得爸爸...      | 蘇鳳蓮                                          |
| 2010年   | 搜下留情           | 鄭笑雯（鵪鶉妹）                                |
| 2010年   | 飛女正傳           | 記者                                            |
| 2010年   | 居家兵團           | 諸葛蓉                                          |
| 2011年   | 怒火街頭           | 張芷芯（Silvia）                                |
| 2011年   | 潛行狙擊           | 蒙心凌（阿檬）                                  |
| 2011年   | 不速之約           | 邰欣                                            |
| 2012年   | 缺宅男女           | 婁笑蘭（關二嫂）                                |
| 2012年   | On Call 36小時     | 洪美雪                                          |
| 2012年   | 飛虎               | 蘇文強                                          |
| 2012年   | 巴不得媽媽...      | 夔懿曦                                          |
| 2012年   | 法網狙擊           | 黃菲菲                                          |
| 2013年   | 女警愛作戰         | 司徒驕（Madam Kiu）                             |
| 2013年   | 好心作怪           | 夏思嘉                                          |
| 2013年   | 情逆三世緣         | 田秋雁                                          |
| 2013年   | On Call 36小時II   | 洪美雪                                          |
| 2014年   | 飛虎II             | 蘇文強                                          |
| 2015年   | 師奶MADAM          | 熊丹丹（Angel）                                 |
| 2015年   | 拆局專家           | 雷蕾                                            |
| 2015年   | 張保仔             | 朱淑君                                          |
| 2016年   | 超能老豆           | 諸麗花（Ophelia）                               |
| 2016年   | 律政強人           | 方寧（Martha）                                  |
| 2016年   | 流氓皇帝           | 吳多茹／水奕璇                                  |
| 2017年   | 雜警奇兵           | 龍麗莎（Laser 姐）                              |
| 2017年   | 降魔的             | 莊芷若（Felicity）／Salvia                      |
| 2018年   | 三個女人一個「因」 | 方以因（Evie）／菠蘿椰奶（Pina Colada）／愁擘擘 |
| 2019年   | 街坊財爺           | 朱瑪莉（Mary）                                  |
| 2020年   | 十八年後的終極告白 | 阮麗瑾（Madam Yuen）                            |
| 2020年   | 降魔的2.0          | 莊芷若（Felicity）／Salvia                      |
| 2020年   | 使徒行者3          | 章紀孜（Madam G）                               |
| 2021年   | 刑偵日記           | 游雁星（Madam 星）                              |
| 2021年   | 把關者們           | 關佩欣（Madam Kwan、Yan）                       |
| 2023年   | 隱門               | 張心月（Luna）／葉敏敏                          |
| 2024年   | 再見·枕邊人        | 顧晴天                                          |
| 邵氏兄弟 |                    |                                                 |
| 2018年   | 飛虎之潛行極戰     | 張慧珊（Dr. Cheung）                            |
| 2023年   | 廉政狙擊           | 方家晴（小肥肥）                                |
| 中國大陸 |                    |                                                 |
| 未播映   | 隱娘               | 遲若卿（特別演出）                              |
| 未播映   | 芻狗之血           | 客串演出                                        |

### 主持節目
| 年份     | 節目                    | 備註                                                                   |
| 無綫電視 |                         |                                                                        |
| 2007年   | 事必關己                | 固定外景主持                                                           |
| 2009年   | 東張西望                | 固定外景主持                                                           |
| 2017年   | 胡說八道真情假期        | 第1 - 6集，於澳大利亞拍攝 與胡杏兒、胡定欣、胡蓓蔚、姚子羚、李施嬅主持 |
| 2019年   | 一個因去跳舞            | 總共5集，於韓國首爾拍攝                                                |
| 2024年   | 尋找世界另一個我 台灣篇 | 第5、6集主持                                                           |
| 未播映   | 香港重案                |                                                                        |

### 電影
| 首映   | 片名                | 角色         |
| 2012年 | 2012我愛HK 喜上加囍 | 節目編導     |
| 2012年 | 天生愛情狂          | 二妹         |
| 2013年 | 風暴                | 女酒樓侍應   |
| 2024年 | 誤判                | 劫案辯方律師 |

### 舞台劇
| 首演      | 劇名        | 角色   |
| 2020年1月 | 今晚打老虎  | 王秀英 |
| 2021年5月 | 超自然之戀  | Chloé  |
| 2023年6月 | 薄伽梵歌    | 說書人 |
| 2025年6月 | 薄伽梵歌2.0 | 說書人 |

### 無綫月曆
- 2013年- 3月- 田蕊妮、胡定欣、黃智雯、李施嬅、陳敏之、苟芸慧
- 2014年- 1月- 鍾嘉欣、黃宗澤、吳卓羲、黃智雯、黃翠如、唐詩詠、馬賽、苟芸慧
- 2015年- 3月- 流氓皇帝- 馬國明、黃智雯、袁偉豪、謝東閔
- 2015年- 4月- 師奶madam- 蕭正楠、黃翠如、黃智雯、曹永廉
- 2016年- 封面- 佘詩曼、馬國明、萬綺雯、王浩信、黃智雯、邵美琪、黃智賢、米雪、陳智燊、黃心穎、薛家燕、劉丹、姚子羚、陳煒、黃德斌、張繼聰、麥明詩
- 2017年- 6月- 黃智雯、陳凱琳、麥明詩、高海寧、唐詩詠、林夏薇、吳若希、何雁詩、朱晨麗、傅嘉莉、劉佩玥、鄧佩儀、張曦雯、麥美恩
- 2018年- 1月封面- 馬國明、胡定欣、蕭正楠、黃翠如、森美、黃智雯、陳凱琳、高海寧、張振朗、胡鴻鈞、龔嘉欣、吳業坤、傅嘉莉、蔣家旻、麥美恩、朱智賢、余思霆、陸浩明、張秀文、陳雅思、蘇韻姿、郭子豪、丁子朗、吳偉豪

## 獎項及提名

### 萬千星輝頒獎典禮
| 年份   | 獎項                    | 劇集                                                             | 角色                       | 結果     |
| 2011年 | 飛躍進步女藝員          | 《東張西望》 《居家兵團》 《怒火街頭》 《潛行狙擊》 《不速之約》 | 不適用                     | 提名     |
| 2012年 | 飛躍進步女藝員          | 《缺宅男女》 《On Call 36小時》 《飛虎》 《巴不得媽媽...》       | 不適用                     | 獲獎     |
| 2012年 | 最佳女配角              | 《缺宅男女》                                                     | 婁笑蘭                     | 最後兩強 |
| 2013年 | 最佳女配角              | 《On Call 36小時II》                                             | 洪美雪                     | 提名     |
| 2014年 | 最佳女配角              | 《飛虎II》                                                       | 蘇文強                     | 提名     |
| 2014年 | 最受歡迎電視女角色      | 《飛虎II》                                                       | 蘇文強                     | 提名     |
| 2015年 | 最佳女主角              | 《拆局專家》                                                     | 雷蕾                       | 提名     |
| 2015年 | 最受歡迎電視女角色      | 《師奶MADAM》                                                    | 熊丹丹                     | 提名     |
| 2016年 | 最佳女主角              | 《律政強人》                                                     | 方寧                       | 提名     |
| 2016年 | 最受歡迎電視女角色      | 《律政強人》                                                     | 方寧                       | 提名     |
| 2017年 | 最佳女主角              | 《雜警奇兵》                                                     | 龍麗莎                     | 提名     |
| 2017年 | 最受歡迎電視女角色      | 《降魔的》                                                       | 莊芷若                     | 最後五強 |
| 2018年 | 最佳女主角              | 《三個女人一個「因」》                                           | 方以因／ 菠蘿椰奶／ 愁擘擘 | 最後五強 |
| 2018年 | 最受歡迎電視女角色      | 《三個女人一個「因」》                                           | 方以因／ 菠蘿椰奶／ 愁擘擘 | 最後五強 |
| 2018年 | 馬來西亞最喜愛TVB女主角 | 《三個女人一個「因」》                                           | 方以因／ 菠蘿椰奶／ 愁擘擘 | 獲獎     |
| 2018年 | 新加坡最喜愛TVB女主角   | 《三個女人一個「因」》                                           | 方以因／ 菠蘿椰奶／ 愁擘擘 | 獲獎     |
| 2019年 | 最佳女主角              | 《街坊財爺》                                                     | 朱瑪莉                     | 提名     |
| 2019年 | 最受歡迎電視女角色      | 《街坊財爺》                                                     | 朱瑪莉                     | 提名     |
| 2020年 | 最佳女主角              | 《使徒行者3》                                                    | 章紀孜                     | 最後五強 |
| 2020年 | 最受歡迎電視女角色      | 《使徒行者3》                                                    | 章紀孜                     | 提名     |
| 2020年 | 馬來西亞最喜愛TVB女主角 | 《使徒行者3》                                                    | 章紀孜                     | 最後五強 |
| 2021年 | 最佳女主角              | 《刑偵日記》                                                     | 游雁星                     | 提名     |
| 2021年 | 最佳女主角              | 《把關者們》                                                     | 關佩欣                     | 最後五強 |
| 2021年 | 最受歡迎電視女角色      | 《刑偵日記》                                                     | 游雁星                     | 提名     |
| 2021年 | 最受歡迎電視女角色      | 《把關者們》                                                     | 關佩欣                     | 提名     |
| 2021年 | 馬來西亞最喜愛TVB女主角 | 《刑偵日記》                                                     | 游雁星                     | 提名     |
| 2021年 | 馬來西亞最喜愛TVB女主角 | 《把關者們》                                                     | 關佩欣                     | 提名     |
| 2021年 | 最受歡迎電視拍擋        | 《把關者們》                                                     | 與袁偉豪                   | 提名     |
| 2023年 | 最佳女主角              | 《隱門》                                                         | 張心月                     | 提名     |
| 2023年 | 馬來西亞最喜愛TVB女主角 | 《隱門》                                                         | 張心月                     | 提名     |
| 2024年 | 最佳女主角              | 《再見·枕邊人》                                                  | 顧晴天                     | 提名     |

### MY AOD我的最愛頒獎典禮
| 年份   | 獎項                   | 劇集         | 角色   | 結果     |
| 2011年 | 我的最愛最具潛質女藝人 | 《潛行狙擊》 | 蒙心凌 | 提名     |
| 2012年 | 我的最愛最具潛質女藝人 | 《缺宅男女》 | 婁笑蘭 | 獲獎     |
| 2012年 | 我的最愛電視女配角     | 《缺宅男女》 | 婁笑蘭 | 最後五強 |

### TVB 馬來西亞星光薈萃頒獎典禮
| 年份   | 獎項              | 作品                 | 角色／拍檔                               | 結果     |
| 2013年 | 最喜愛TVB女配角   | 《好心作怪》         | 夏思嘉                                   | 最後五強 |
| 2013年 | 最喜愛TVB電視角色 | 《On Call 36小時II》 | 洪美雪                                   | 獲獎     |
| 2014年 | 最喜愛TVB女配角   | 《飛虎II》           | 蘇文強                                   | 提名     |
| 2014年 | 最喜愛TVB電視角色 | 《飛虎II》           | 蘇文強                                   | 提名     |
| 2015年 | 最喜愛TVB電視角色 | 《拆局專家》         | 雷蕾                                     | 獲獎     |
| 2015年 | 最喜愛TVB女配角   | 《師奶MADAM》        | 熊丹丹                                   | 提名     |
| 2016年 | 最喜愛TVB女主角   | 《律政強人》         | 方寧                                     | 最後五強 |
| 2016年 | 最喜愛TVB電視角色 | 《律政強人》         | 方寧                                     | 獲獎     |
| 2017年 | 最喜愛TVB女主角   | 《雜警奇兵》         | 龍麗莎                                   | 提名     |
| 2017年 | 最喜愛TVB電視角色 | 《雜警奇兵》         | 龍麗莎                                   | 提名     |
| 2017年 | 最喜愛TVB綜藝節目 | 《胡說八道真情假期》 | 與胡杏兒、胡蓓蔚、胡定欣、李施嬅、姚子羚 | 獲獎     |

### 星和無綫電視大獎
| 年份   | 獎項                | 劇集                 | 角色   | 結果     |
| 2013年 | TVB飛躍進步藝人     | 不適用               | 不適用 | 獲獎     |
| 2014年 | 我最愛TVB女配角     | 《On Call 36小時II》 | 洪美雪 | 最後十強 |
| 2015年 | 我最愛TVB女配角     | 《飛虎II》           | 蘇文強 | 最後十強 |
| 2016年 | 我最愛TVB女主角     | 《律政強人》         | 方寧   | 提名     |
| 2016年 | 我最愛TVB電視女角色 | 《律政強人》         | 方寧   | 獲獎     |
| 2017年 | 我最愛TVB女主角     | 《雜警奇兵》         | 龍麗莎 | 提名     |
| 2017年 | 我最愛TVB電視女角色 | 《雜警奇兵》         | 龍麗莎 | 獲獎     |

### 壹電視大獎
| 年份   | 獎項         | 劇集         | 角色   | 結果 |
| 2013年 | 最搶鏡女配角 | 《缺宅男女》 | 婁笑蘭 | 獲獎 |

### 觀眾在民間電視大奬
| 年份   | 獎項                     | 劇集                   | 角色／拍檔                               | 結果       |
| 2017年 | 民選最佳女主角           | 《降魔的》             | 莊芷若／Salvia                           | 得票第二名 |
| 2017年 | 民選最佳資訊綜藝節目主持 | 《胡說八道真情假期》   | 與胡定欣、姚子羚、胡蓓蔚、李施嬅、胡杏兒 | 得票第二名 |
| 2018年 | 民選最佳女主角           | 《三個女人一個「因」》 | 方以因                                   | 獲獎       |
| 2018年 | 民選最佳戲劇拍檔         | 《三個女人一個「因」》 | 與袁偉豪                                 | 得票第三名 |
| 2020年 | 民選最佳女主角           | 《十八年後的終極告白》 | 阮麗瑾                                   | 提名       |
| 2020年 | 民選最佳女主角           | 《降魔的2.0》          | 莊芷若                                   | 提名       |
| 2020年 | 民選最佳女主角           | 《使徒行者3》          | 章紀孜                                   | 提名       |
| 2021年 | 民選最佳女主角           | 《刑偵日記》           | 游雁星                                   | 提名       |
| 2021年 | 民選最佳女主角           | 《把關者們》           | 關佩欣                                   | 得票第六名 |
| 2021年 | 民選最佳戲劇拍擋         | 《把關者們》           | 與袁偉豪                                 | 提名       |
| 2023年 | 民選最佳女主角           | 《隱門》               | 張心月                                   | 提名       |
| 2023年 | 民選最佳戲劇拍擋         | 《隱門》               | 與吳岱融及阮浩棕                         | 提名       |

### 香港電視大獎
| 年份   | 獎項             | 劇集                   | 角色   | 結果 |
| 2018年 | 女主角獎（劇集） | 《三個女人一個「因」》 | 方以因 | 獲獎 |

### 明报周刊演艺动力大奖
| 年份   | 獎項                   | 劇集                   | 角色   | 結果     |
| 2018年 | 最突出女角色           | 《三個女人一個「因」》 | 方以因 | 獲獎     |
| 2018年 | 我最支持的演藝動力大獎 | 《三個女人一個「因」》 | 方以因 | 獲獎     |
| 2018年 | 最突出女藝員獎         | 《三個女人一個「因」》 | 方以因 | 最後五強 |

### 01娛樂民選港劇大獎[77]
| 年份   | 獎項       | 劇集          | 角色   | 結果 |
| 2020年 | 最佳女主角 | 《降魔的2.0》 | 莊芷若 | 獲獎 |

### 其他獎項及提名
| 年份   | 頒獎單位               | 獎項                            | 作品                   | 結果     |
| 2017年 | 無綫電視               | 無綫電視台十年長期服務員工獎    | 不適用                 | 獲獎     |
| 2017年 | 新浪微博之星大奬2017   | 微博給力綜藝節目                | 《胡說八道真情假期》   | 獲獎     |
| 2018年 | 微博之星2018           | 微博人氣電視劇女主角            | 《三個女人一個「因」》 | 最後五強 |
| 2018年 | 微博之星2018           | 微博年度熱劇角色                | 《三個女人一個「因」》 | 提名     |
| 2018年 | 微博之星2018           | 微博人氣電視劇拍檔 （與袁偉豪） | 《三個女人一個「因」》 | 最後五強 |
| 2018年 | YAHOO!搜尋人氣大獎2018 | 電視女藝人                      | 不適用                 | 最後五強 |
| 2022年 | 最強人氣品牌大獎2022   | 最強人氣廣告女星                | 不適用                 | 獲獎     |
| 2022年 | 第三十屆香港舞台劇獎   | 最佳女主角（喜劇／鬧劇）        | 《超自然之戀》         | 提名     |